# Гуревич, Мишель
Мишель Гуревич  (англ. Michelle Gurevich — Мишел Гуревич) — канадская певица, автор-исполнитель, ранее использовала сценический псевдоним Chinawoman.
Музыку, на которую повлияло российское происхождение певицы, можно описать как слоукор-рок и лоу-фай-поп. Певица особенно известна в Восточной Европе.

## Биография
Мишель Гуревич родилась в Торонто в семье эмигрантов из СССР. До переезда в Канаду её отец работал инженером в Ленинграде, мать была балериной в Государственном театре оперы и балета имени С. М. Кирова (ей посвящена песня «Russian Ballerina»). Гуревич изначально хотела стать режиссёром и, прежде чем заняться музыкой, проработала десять лет в киноиндустрии. «Однажды я попробовала написать песню и поняла, что это не только дешевле, но и гораздо проще получить хороший результат.»
Сценическое имя «Chinawoman» появилось случайно, когда музыканты потребовали от Мишель придумать название для группы.
По собственным словам Мишель Гуревич, на её музыку повлияли советская эстрада 1970-х годов, в особенности Алла Пугачёва, а также Адриано Челентано, Шарль Азнавур, Йоко Оно, Франсис Ле, Нино Рота, Ксавье Долан, кинорежиссёр Федерико Феллини и другие.
В 2012 году песня «Lovers are Strangers» использовалась в латвийском фильме «Крутая Колка».
В 2013 году песня «Russian Ballerina» звучала в рекламе смартфона Nokia Lumia 1020.
Французский фильм 2014 года «Тусовщица» получил название от песни Мишель Гуревич «Party Girl».
Некоторое время Мишель жила в Берлине, с 2020 года живёт в Копенгагене с женой-датчанкой и их дочерью.

## Дискография

### Синглы
- 2008 — Russian Ballerina
- 2012 — Pure At Heart
- 2013 — Kiss in Taksim Square
- 2018 — Way You Write
- 2018 — Something Has Changed
- 2019 — Poison in My Mind
- 2020 — Love From a Distance
- 2022 — Goodbye My Dictator

### Студийные альбомы
- 1 апреля 2007 — Party Girl
- 25 марта 2010 — Show Me the Face
- 24 февраля 2014 — Let's Part in Style
- 28 сентября 2016 — New Decadence
- 9 ноября 2018 — Exciting Times
- 15 мая 2020 — Ecstasy in the Shadow of Ecstasy
- 6 ноября 2024 — It Was the Moment